# 군산시장
군산시장은 전북특별자치도 군산시의 시장이다.

## 역대 군산시장

### 관선

#### 옥구군수
- 1대 : ?
- 2대 : ?
- 3대 : 허흥석
- 4대 : 지연해
- 5대 : 박도일
- 6대 : 김규환
- 7대 : 황주현
- 8대 : 김영신
- 9대 : 류환조
- 10대 : 전석권
- 11대 : 이후돈
- 12대 : 신영균
- 13대 : 최상익
- 14대 : 신상우
- 15대 : 김대전
- 16대 : 유남기 - 군산시장 역임
- 17대 : 채기묵 - 군산시장 역임
- 18대 : 이화영
- 19대 : 육완기 - 군산시장 역임
- 20대 : 길기순
- 21대 : 최봉채 - 군산시장 역임
- 22대 : 이정상
- 23대 : 공천오
- 24대 : 권승주
- 25대 : 방병기
- 26대 : 심성택
- 27대 : 채낙현
- 28대 : 윤태경
- 29대 : 고광순
- 30대 : 박준명
- 31대 : 원형연
- 32대 : 김하영
- 33대 : 하광선 - 군산시장 역임
- 34대 : 이용규
- 35대 : 서형락
- 36대 : 노장택
- 37대 : 이승
- 38대 : 김영철

#### 군산시장
- 1대 : 김용철
- 2대 : 박봉섭
- 3대 : 윤상훈
- 4대 : 김범초
- 5대 : ?
- 6대 : 안진길
- 7대 : 김영상
- 8대 : 최병선
- 9대 : 안승호
- 10대 : 김용철
- 11대 : 허현
- 12대 : 허현
- 13대 : 신홍근
- 14대 : 김삼주
- 15대 : 유남기
- 16대 : 박동필
- 17대 : 한정수
- 18대 : 송성용
- 19대 : 채기묵 - 옥구군수 역임
- 20대 : 유남기 - 옥구군수 역임
- 21대 : 육완기 - 옥구군수 역임
- 22대 : 최봉채 - 옥구군수 역임
- 23대 : 남금윤
- 24대 : 이길연
- 25대 : 황윤기
- 26대 : 김영배
- 27대 : 김병량
- 28대 : 전종환
- 29대 : 육종진
- 30대 : 이봉섭
- 31대 : 김인식
- 32대 : 권형신
- 33대 : 이건재
- 34대 : 하광선 - 옥구군수 역임

### 민선
- 민선 1대: 김길준
- 민선 2대: 김길준
- 직무대리: 송웅재
- 민선 3대: 강근호
- 직무대리: 장재식
- 민선 4대: 문동신
- 민선 5대: 문동신
- 민선 6대: 문동신
- 민선 7대: 강임준
- 민선 8대: 강임준